# Miguel Paulo José Maria da Silva Paranhos do Rio-Branco
Miguel Paulo José Maria da Silva Paranhos do Rio-Branco (* 21. Januar 1917 in Paris; † 1995) war ein brasilianischer Diplomat.

## Leben
Miguel Paulo José Maria da Silva Paranhos do Rio-Branco war der Sohn der Ärztin Françoise Lebert do Rio Branco und des Chirurgen Paulo A. da Silva Paranhos do Rio-Branco sowie der Enkel von José Maria da Silva Paranhos Júnior, Barão do Rio Branco. Von 1902 bis 1912 war er brasilianischer Außenminister. Entsprechend dem Artikel 115 der Verfassung von 1937 wurde er brasilianischer Staatsbürger. Mit einem Gesetz vom 10. Februar 1939 wurde er in den auswärtigen Dienst des Itamaraty aufgenommen. Ab 1942 war er im Konsulat in Cardiff beschäftigt.
Von 1. bis 6. September 1961 war er Beobachter der brasilianischen Regierung auf der Konferenz der Bewegung der Blockfreien Staaten in Belgrad. Von 1961 bis 1964 war er Botschaftsrat in Bern, wo er 1963 als Geschäftsträger fungierte. Von 1964 bis 1966 vertrat er das brasilianische Folter-Regime beim UN-Hauptquartier und übermittelte die Auffassungen der Regierung von Hendrik Frensch Verwoerd zu einem Seminar über Apartheid in Brasilien.
Von 24. Februar 1967 bis 4. April 1970 war er Botschafter in Guatemala-Stadt. Am 17. Dezember 1970 wurde er in den Malteserorden aufgenommen. Von 1974 bis November 1977 war er Botschafter in Tel Aviv. Von 11. Oktober 1977 bis 1984 war er Botschafter in Belgrad.